# De corazón (álbum)
De corazón es el nombre de un álbum de estudio grabado por el cantante, actor Y compositor mexicano Pedro Fernández. Fue lanzado al mercado bajo el sello discográfico Universal Music Latino el 4 de junio de 2002.
El álbum De corazón obtuvo una nominación al Premio Grammy Latino al Mejor Álbum Ranchero en la 4° edición de los Premios Grammy Latinos el 3 de septiembre de 2003.

## Lista de canciones
| De corazón |                                  |                                                |          |  |
| N.º        | Título                           | Escritor(es)                                   | Duración |  |
| 1.         | «La otra»                        | Humberto Estrada                               | 3:30     |  |
| 2.         | «El toro y la luna»              | Alejandro C. Sarmiento · Carlos G. Castellanos | 3:45     |  |
| 3.         | «De corazón»                     | Rodolfo Tovar                                  | 5:08     |  |
| 4.         | «Cuando los huaraches se acaban» | Eddie Barclay · Luis Crespo                    | 3:28     |  |
| 5.         | «Papá de Domingo» (con Gema)     | Gogo Muñóz                                     | 3:34     |  |
| 6.         | «Qué murmuren»                   | Rubén Fuentes · Rafael Cárdenas                | 3:12     |  |
| 7.         | «Bienvenida»                     | Omar Alfanno                                   | 5:25     |  |
| 8.         | «El siete mares»                 | José Alfredo Jiménez                           | 2:44     |  |
| 9.         | «Casa 24»                        | Amadeo Bustos                                  | 3:40     |  |
| 10.        | «Quién será»                     | Pablo Beltrán Ruíz                             | 2:42     |  |
| 11.        | «La bartola (Peso sobre peso)»   | Salvador Flores Rivera                         | 2:50     |  |
| 12.        | «Noches y días perdidos»         | Freddy Fender                                  | 3:36     |  |
| 13.        | «La bala»                        | Arturo C. Hassan Lazo                          | 10:01    |  |
| 53:37      |                                  |                                                |          |  |

- Datos: Q19521869